# Danielopolina
Danielopolina is een geslacht van kreeftachtigen uit de klasse van de Ostracoda (mosselkreeftjes).

## Soorten
- Danielopolina carolynae Kornicker & Sohn, 1976
- Danielopolina magnifica Sun, 1978 †
- Danielopolina piercei Lin, 1979 †
- Danielopolina primaeva Lin, 1979 †